# オーストラリアの大学一覧
オーストラリアの大学一覧（オーストラリアのだいがくいちらん）は、オーストラリアに位置する大学及びその他の高等教育機関の一覧である。

## 大学

### 全国（複数州）
- オーストラリアカトリック大学 (ACU) - NSW：ノースシドニー、ストラスフィールド (シドニー)；QLD: ブリスベン；ACT: キャンベラ；Vic: バララット；メルボルン (St Patrick's)
- ノートルダムオーストラリア大学 - フリーマントル、ブルーム 及びシドニー

### 首都特別地域
- オーストラリア国立大学（ANU） - キャンベラ
- オーストラリア国防大学 - キャンベラ
- キャンベラ大学 - キャンベラ

### ニューサウスウェールズ州
- チャールズ・スタート大学 - バサースト、オルベリー、ダボ、ウォガウォガ、キャンベラ
- マッコーリー大学 - シドニー
- ニューイングランド大学 - アーミデイル
- ニューサウスウェールズ大学 - シドニー、キャンベラ
- ニューカッスル大学 - ニューカッスル及びオリンバ
- サザンクロス大学 - コフスハーバー、リズモー、ツイードヘッズ
- シドニー大学
- シドニー工科大学
- ウェスタンシドニー大学
- ウーロンゴン大学 - ウーロンゴン

### ビクトリア州
- バララット大学 - バララット
- ディーキン大学 - ジーロング、メルボルン、ウォーナンブール
- ラ・トローブ大学 - メルボルン、オルベリー-ウォドンガ、ベンディゴ、Beachworth、シェパートン、ミルデューラ、Mt Buller
- メルボルン大学 - メルボルン、Parkville
- モナシュ大学 - メルボルン、Churchill (Gippsland)
- RMIT大学（旧：王立メルボルン工科大学）
- スウィンバーン工科大学 - メルボルン
- ビクトリア大学 - メルボルン

### クイーンズランド州
- ボンド大学 - ゴールドコースト
- セントラルクイーンズランド大学 - ロックハンプトン
- グリフィス大学 - ブリスベン及びゴールドコースト
- ジェームズクック大学 - タウンズビル
- クイーンズランド大学 - ブリスベン、イプスウィッチ、ガトン他
- クイーンズランド工科大学 - ブリスベン
- サザンクイーンズランド大学 - トゥーンバ
- サンシャインコースト大学 - サンシャイン・コースト

### 西オーストラリア州
- 西オーストラリア大学 - パース及び アルバニー
- カーティン大学 - パース
- エディスコーワン大学 - パース
- マードック大学 - パース

### 南オーストラリア州
- アデレード大学 - アデレード及び Roseworthy
- フリンダース大学 - アデレード
- 南オーストラリア大学 - アデレード及び ワイアラ

### タスマニア州
- タスマニア大学 - ホバート及びローンセストン

### ノーザンテリトリー
- チャールズ・ダーウィン大学（旧：ノーザンテリトリー大学） - ダーウィン

## その他の自己認定を受けている高等教育機関
- オーストラリア・マリタイム・カレッジ - Launceston
- Australian Film, Television and Radio School - シドニー
- w:Batchelor Institute of Indigenous Tertiary Education - ノーザンテリトリー：アリススプリングス、バッチェラー、ダーウィン, テナントクリーク、Nhulunbuy、キャサリン、Yarrabah 及び西オーストラリア：カナナラ
- Melbourne College of Divinity - メルボルン (メルボルン大学と提携)

## 州、地方から認定を受けている高等教育機関

### 政府

#### 専科
- Victorian College of the Arts - メルボルン (メルボルン大学と提携)
- National Art School - シドニー
- w:National Institute of Dramatic Art - シドニー

#### 全般的
- ボックスヒル・インスティチュート - メルボルン
- キャンベラ・インスティチュート、キャンベラ
- ゴードン・インスティチュート・オブ・TAFE、ジーロング
- ホルムズグレン・インスティチュート・オブ・TAFE - メルボルン
- モナシュ・カレッジ - メルボルン (モナシュ大学と提携)
- Northern Melbourne Institute of Technology - メルボルン
- w:TAFE South Australia

### クリスチャン

#### 国立
- w:Australian College of Theology 及びその系列 - シドニー、ブリスベン、メルボルン、アデレイド及びパース
- ICI University completely through correspondence via Tasmania
- Institute for the Nations - Australia、YWAM系列はACT内で登録された。
- Tabor College - アデレード、ホバート、メルボルン、パース及びシドニー

#### ニューサウスウェールズ州
- Lois Reid College of Counselling Studies - Tamworth
- w:Avondale College - Cooranbong (New South Wales)
- College of Christian Higher Education - シドニー
- Sydney College of Divinity - シドニー
- Wesley Institute for Ministry and the Arts - シドニー

#### 南オーストラリア州
- w:Adelaide College of Divinity（フリンダース大学と提携）
- w:Adelaide College of Ministries
- Australian Lutheran College - アデレード

#### タスマニア州
- Worldview Centre for Inter-Cultural Studies - ホバート

#### クイーンズランド州
- Brisbane College of Theology
- サンディエゴ・クリスチャン・カレッジ - ブリスベン
- Malyon College - ブリスベン
- Nazerene Theological College - ブリスベン

#### ビクトリア州
- Catholic Theological College - メルボルン
- Harvest Bible College - メルボルン
- John Paul II Institute for Marriage and Family - メルボルン
- w:Kingsley College - メルボルン

#### 西オーストラリア州
- Harvest West Bible College - パース
- Perth Bible College

### 他の民間機関

#### 専科
- Adelaide Central School of Art
- Australian College of Natural Medicine - ブリスベン、メルボルン、ゴールドコースト、パース
- Australian College of Applied Psychology - シドニー及びブリスベン
- Australian College of Physical Education - シドニー
- Australian Guild of Music Education - メルボルン
- Australian Institute of Public Safety - メルボルン
- Australian Institute of Music - シドニー
- オーストラリア国際ホテル学校 - キャンベラ
- Billy Blue School of Graphic Arts - シドニー
- International College of Hotel Management - アデレード
- Invisage - ブリスベン
- Jansen Newman Institute - シドニー
- Kaylene Kranz and Associates - アデレード
- Kollel Beth Hatalmud Yehuda Fishman Institute - メルボルン
- KvB Institute of Technology - シドニー
- Le Cordon Bleu Australia - アデレード
- Marcus Oldham College - ジーロング
- National Institute of Health Sciences - キャンベラ
- Nature Care College - シドニー
- Oceania Polytechnic Institute of Education - メルボルン
- QANTM - ブリスベン
- w:SAE Institute - シドニー、バイロンベイ、メルボルン、ブリスベン、アデレード、パース
- Southern School of Natural Therapies - メルボルン
- Sydney Graphics College

#### 全般的
- Alexander Institute of Technology - パース
- Gibaran Business School [1] - アデレード
- Holmes Institute - メルボルン
- ILM オーストラリア - オーストラリアで認可を受けているが、オーストラリア国外でのみ業務が行われている.
- Institute of Business and Technology - シドニー、メルボルン、ブリスベン、アデレード
- Open Polytechnic of New Zealand - メルボルン市内の系列経由

### 全部の一覧
- ACT
- NSW

- NT
- Queensland

- SA
- Tasmania

- Victoria
- WA

Institutions operating in the external territories are auspiced by the Commonwealth Deparment of Education, Science and Training. However, there are none at this time (2005年).

## 大学のグループ分け
- Australian Vice-Chancellors' Committee - the peak Higher Education institution group.
- オーストラリア8大学 - 最も名声のある大学。
- IRU Australia - 先進的研究大学グループ.
- Australian Technology Network - technically minded universities that promote themselves as offering more practical courses than the prestigious and trying-to-be-prestigious ones. Two of the Group of Eight were once "technical universities".
- Universitas 21 - メルボルン大学によって設立された世界的な大学グループ。 In an Australian context, it is like the Group of Eight, but more elite.
- Open Universities Australia - 通常のコースの一部として遠隔教育を行っている大学のグループ
- List of all federally auspiced higher education institutions in Australia.